# Feeding Frenzy
Feeding Frenzy é um jogo casual parecido em alguns aspectos com Insaniquarium (ambos da mesma empresa, Popcap Games).
O objetivo é alimentar um peixe até que ele cresça e atinja o tamanho máximo, a cada nível novos upgrades são adicionados para ajudar no crescimento como o Shrink Shroom (cogumelo que reduz o tamanho dos predadores maiores que aqueles que o peixe pode comer).
A missão inicial é verificar o que ocorre no recife pois uma estranha criatura foi vista, com o passar dos níveis a investigação vai mudando os peixes que o jogador controla, até chegar no grande tubarão branco.
Ao final, cada peixe terá a oportunidade de vencer a criatura misteriosa.
Feeding Frenzy possui uma sequela, Feeding Frenzy 2, lançada em fevereiro de 2006.